# بوجي وطمطم (مسلسل)
بوجي وطمطم وهو مسلسل عرائس مصري من تأليف وإخراج الراحل رحمي، كان له تأثير كبير في ثقافة الطفل المصري والعربي وقد حاز المسلسل علي متابعة الصغار والكبار، حيث ارتبط بوجدان الطفل لسنوات طويلة في ليالى شهر رمضان، حيث كان له الفضل في ارتباط الطفل المصري بعروسة مصرية خالصة من البيئة المصرية الاصيلة مما كان له أكبر الاثر في مواجهة الثقافات الغربية.

## عن المسلسل

### الاجزاء
صور مسلسل بوجي وطمطم في ثمانيات القرن العشرين حيث كان أول إنتاج له مسلسل عن السلوكيات وكان ذلك في عام 1983 وتوالت الاجزاء بعد ذلك. ومنها:
- بوجي وطمطم
- بوجي وطمطم في رمضان
- بوجي وطمطم في الفيل الجميل
- بوجي وطمطم في محطة فلافيلو
- بوجي وطمطم و الفانوس السحري
- بوجي وطمطم واسرار جحا
- حكايات مع بوجي وطمطم
- بوجي وطمطم حبيبتي اسمها مصر
- بوجي وطمطم اولاد القمر
- بوجي وطمطم في رشيد
- بوجي وطمطم و الكنز

### العرائس
- بوجي - يونس شلبي، شخص طيب لكنه متسرع.[2]
- طمطم - هالة فاخر، رمز للكمال الاخلاقي والانفعالي.
- طماطم الصغيرة : تغريد العصفوري
- عم شكشك العجوز :رافت فهيم، رجل عجوز يجلس دائما علي الشباك في بيته في الدور الأرضي وليس له هم سوى متابعة الناس وأخبارهم هو ووالده محب الزبادي (أو الشبادي كما ينطقها).
- والد شكشك: رضا الجمال
- زيكا.. ماهر سليم
- زيكو .. سيد عزمي
- طنط شفيقة .. ومرمر ... إنعام سالوسة
- زيزي.. سلوى محمد علي

### الشخصيات الحقيقية
- محمد الشرقاوي:زقلط
- حسن مصطفى:عم حسن
- معوض إسماعيل
- علاء مرسي:موزة
- محمد جبريل:هاني

## عودة بعد عشر سنوات
تم في العام 2009 عمل جزء جديد من المسلسل بأبطال جدد حيث يقوم بدور بوجى بدلاً من الراحل يونس شلبي الممثل الشاب محمد شاهين وتقوم بدور طمطم الممثلة الشابة ايمى سمير غانم بدلا من هالة فاخر، وقد تم الاتفاق على تسمية الجزء الجديد من المسلسل "بوجى وطمطم والكنز المفقود"، وتولي إخراج العمل نجل المخرج الراحل رحمي.

## وصلات خارجية
- وفاة بطل مسلسل بوجي وطمطم